# Джейс і Колісні Воїни
«Дже́йс і Колі́сні Во́їни», також знаний як «Лі́га Сві́тла» — французький / північноамериканський мультсеріал 1985 року. Вироблявся DIC Entertainment, анімація відбувалася на японських студіях Sunrise, Shaft, Studio Giants, Studio Look та Swan Production. Мультсеріал, який тривав 65 епізодів, був створений для підтримки серії іграшок Mattel's Wheeled Warriors. Він мав наскрізний сюжет, але не мав остаточного фіналу.
Сюжет базується на протистоянні двох фракцій: Ліги Світла (в оригіналі англ. Lightning League — Ліги Блискавки) і монстрів Собоса (англ. Saw Boss, Бос Пилка). Лідером Ліги Світла є юнак на ім'я Джейс, який шукає свого зниклого батька. Учасники Ліги користуються колісною технікою з різноманітним озброєнням білого і сріблястого кольорів. Антагоністи представлені армією органічних машин, заснованих на рослинах, які виростають з космічних ліан. Ліани поглинають ресурси планет і поширюються насінням по космосу для захоплення нових світів. Їхнім лідером і є людиноподібна рослина Собос.
Мультсеріал також виходив на касетах та DVD, а 1987 у Франції вийшов комікс, який переповідав сюжет серіалу.

## Сюжет
У передісторії батько Джейса, Одрік, був ученим, який прагнув створити модифіковані рослини, щоб покласти край голоду у Всесвіті. В результаті експериментів він створив розумну рослину Флору, яка набула форми дівчинки і володіла здатністю спілкуватись з іншими рослинами. Проте, інші рослини внаслідок радіації від сонячного спалаху мутували в чудовиськ, а їхнім лідером стала людиноподібна рослина Собос. Одріку вдалося виростити корінь, який міг знищити монстрів, але він був змушений тікати. Захопивши покинуту лабораторію, Собос перетворив її на свою штаб-квартиру і наділив її здатністю телепортуватися між планетами, щоб завоювати Всесвіт. Одрік розділив корінь на дві частини, одну половину залишив собі, а іншу віддав своєму слузі і другові роботові Уну, якого відіслав до Джейса.
Наставник Джейса, Джилліан, передав йому перстень легендарної Ліги Світла, яка рятувала Всесвіт у минулому. Перстень мав здатність наділяти його власника, якщо його помисли чисті, силою боротися зі злом. Відтоді новоутворена Ліга Світла подорожує всесвітом на кораблі «Гордість Неба II» в пошуках Одріка і другої частини кореня, щоб перемогти Собоса. В битві їм допомагають автомобілі, створені Джилліаном.

## Основні персонажі
- Джейс (англ. Jayce) — юний лідер Ліги Світла. Володіє частиною кореня, необхідного для перемоги над Собосом, і перснем Ліги Світла, яке допомагає йому у скрутних ситуаціях.
- Одрік (англ. Audric) — батько Джейса і перший хазяїн Уна. Творець машин Ліги і ненапряму причетний до створення Собоса.
- Джилліан (англ. Gillian) — чарівник, разом з тим учений і наставник Джеса та Флори. Він також є одним з творців Флори і всіх 5 автомобілів Ліги Світла. Пізніше він створив додаткові машини для потреб Ліги.
- Флора (англ. Flora) — дівчинка, створена з квітки Джилліаном і Одріком. Вона здатна відчувати монстрів на відстані і телепатично спілкуватися з тваринами й рослинами. В процесі розвитку сюжету її сили зростають.
- Ун (англ. Oon) — робот у вигляді лицаря нижче людського зросту, також знаний як Вічний Зброєносець. Є й інші, подібні йому, ще одного Вічного Зброєносця він зустрів в ході подорожей з Джейсом. Ун спочатку служив Одріку, але переданий ним синові, Джесу. Час від часу він виглядає то боягузливим, то сміливим; є другим пілотом машини Джейса.
- Герк Штормсейлор (англ. Herc Stormsailor) — торговець, власник і капітан космічної баржі та за сумісністю штабу Ліги Світла, «Гордості Неба II». Має близькі стосунки з королевою піратів Морганою і сам колись був членом Піратської Гільдії.
- Брок (англ. Brock) — компаньйон Флори, виглядає як велика літаюча риба. Вона спілкується шляхом щебетань і свистів і тільки Флора розуміє його.
- Зоггі (англ. The Zoggies) — троє роботів, які служать домашніми улюбленцями.
- Джал Горда (англ. Jal Gorda) — шпигун-іншопланетянин, який з'являється як гостьовий персонаж протягом всього серіалу. Він був врятований Одріком від монстрів Собоса, коли ті напали на його селище, і відтоді допомагає Лізі Світла.
- Собос (англ. Saw Boss) — людиноподібний лідер монстрів, виглядає як фіолетовий велетень з великою головою та палаючими помаранчевими очима. Йому підпорядковуються генерали, кожен з яких командує певним типом монстрів. Штаб Собоса може телепортуватися між планетами, на яких проростають зазделегідь посіяні лози. Собос здатний перетворюватися на рослиноподібну машину з дисковою пилкою на довгому стеблі.
- Машини Ліги Світла — керуються пілотами, але можуть бути керовані дистанційно чи діяти за наперед заданими алгоритмами. Коли Джейс віддає їм команди через комунікатор, вони відповідають фразою «Команду отримано!»

## Епізоди
| №  | Назва                            | Оригінальна назва                  |
| -- | -------------------------------- | ---------------------------------- |
|    |                                  |                                    |
| 01 | Втеча з Саду Зла                 | Escape from the Garden of Evil     |
|    |                                  |                                    |
| 02 | Ваза Сянга                       | The Vase of Xiang                  |
|    |                                  |                                    |
| 03 | Сталь, загартована в пітьмі      | Steel Against Shadow               |
|    |                                  |                                    |
| 04 | Срібні хрестоносці               | Silver Crusaders                   |
|    |                                  |                                    |
| 05 | Корабель-привид                  | Ghostship                          |
|    |                                  |                                    |
| 06 | Флора, фауна і монстри           | Flora, Fauna and the Monster Minds |
|    |                                  |                                    |
| 07 | Вогонь і лід                     | Fire and Ice                       |
|    |                                  |                                    |
| 08 | Космічні пірати                  | Space Outlaws                      |
|    |                                  |                                    |
| 09 | Майбутнє майбутнього             | Future of the Future               |
|    |                                  |                                    |
| 10 | Під водою                        | Underwater                         |
|    |                                  |                                    |
| 11 | Льодяний світ                    | Frostworld                         |
|    |                                  |                                    |
| 12 | Критична маса                    | Critical Mass                      |
|    |                                  |                                    |
| 13 | Пурпурна книга                   | The Purple Tome                    |
|    |                                  |                                    |
| 14 | Гак, лінія і срібло              | Hook, Line and Silver              |
|    |                                  |                                    |
| 15 | Кривавий камінь                  | Bloodstone                         |
|    |                                  |                                    |
| 16 | Раби Альдебарану                 | The Slaves of Adelbaren            |
|    |                                  |                                    |
| 17 | Полювання                        | The Hunt                           |
|    |                                  |                                    |
| 18 | Блокада                          | Blockade Runners                   |
|    |                                  |                                    |
| 19 | Спляча принцеса                  | The Sleeping Princess              |
|    |                                  |                                    |
| 20 | Смертельне возз'єднання          | Deadly Reunion                     |
|    |                                  |                                    |
| 21 | Небесне королівство              | Sky Kingdom                        |
|    |                                  |                                    |
| 22 | Шлях в пітьму                    | Quest into Shadow                  |
|    |                                  |                                    |
| 23 | Неочікувана проблема             | Unexpected Trouble                 |
|    |                                  |                                    |
| 24 | Мисливець за головами            | Bounty Hunters                     |
|    |                                  |                                    |
| 25 | Подвійний обман                  | Double Deception                   |
|    |                                  |                                    |
| 26 | Зоряна брама                     | Gate World                         |
|    |                                  |                                    |
| 27 | Космічний злодій                 | Space Thief                        |
|    |                                  |                                    |
| 28 | Місячна магія                    | Moon Magic                         |
|    |                                  |                                    |
| 29 | Справа честі                     | Affair of Honor                    |
|    |                                  |                                    |
| 30 | Приречена квітка                 | Doomed Flower                      |
|    |                                  |                                    |
| 31 | Жеребці Сандіна                  | The Stallions of Sandeen           |
|    |                                  |                                    |
| 32 | Мозковий центр                   | Brain Trust                        |
|    |                                  |                                    |
| 33 | Подвійний удар Ліги Світла       | Lightning Strikes Twice            |
|    |                                  |                                    |
| 34 | Камінь свободи                   | The Liberty Stone                  |
|    |                                  |                                    |
| 35 | Лози                             | The Vines                          |
|    |                                  |                                    |
| 36 | Битва за Сферу                   | The Space Fighter                  |
|    |                                  |                                    |
| 37 | Серце Пакстару                   | Heart of Paxtar                    |
|    |                                  |                                    |
| 38 | Дорога у вічність                | Appointment at Forever             |
|    |                                  |                                    |
| 39 | Що відбувається?                 | What's Going On?                   |
|    |                                  |                                    |
| 40 | Пісня Темних Сил                 | Dark Singer                        |
|    |                                  |                                    |
| 41 | Лісова чаклунка                  | Swamp Witch                        |
|    |                                  |                                    |
| 42 | Дзеркальний всесвіт              | Deadly Reflections                 |
|    |                                  |                                    |
| 43 | Зворотній відлік                 | Early Warning                      |
|    |                                  |                                    |
| 44 | Правильний вибір                 | A Question of Conscience           |
|    |                                  |                                    |
| 45 | Корабель життя                   | Life Ship                          |
|    |                                  |                                    |
| 46 | Творці міражів                   | The Mirage Makers                  |
|    |                                  |                                    |
| 47 | Запечатане зло                   | Do Not Disturb                     |
|    |                                  |                                    |
| 48 | Світ мрій                        | Dreamworld                         |
|    |                                  |                                    |
| 49 | Діти Соларуса II                 | The Children of Solarus II         |
|    |                                  |                                    |
| 50 | Садівник                         | The Gardner                        |
|    |                                  |                                    |
| 51 | Армада                           | Armada                             |
|    |                                  |                                    |
| 52 | Дзвони Шарпісу                   | The Chimes of Sharpis              |
|    |                                  |                                    |
| 53 | Ігрова галактика                 | Galaxy Gamester                    |
|    |                                  |                                    |
| 54 | Циркова планета                  | Circus Planet                      |
|    |                                  |                                    |
| 55 | Загальний зв'язок                | Common Bond                        |
|    |                                  |                                    |
| 56 | Королева лісової душі            | Mistress of Soul Tree              |
|    |                                  |                                    |
| 57 | Пожиратель життя                 | The Life Eater                     |
|    |                                  |                                    |
| 58 | Пустка                           | Wasteland                          |
|    |                                  |                                    |
| 59 | Оракул                           | The Oracle                         |
|    |                                  |                                    |
| 60 | Коротке замикання, довгий політ  | Short Circuit, Long Wait           |
|    |                                  |                                    |
| 61 | Колись давно                     | Time and Time Again                |
|    |                                  |                                    |
| 62 | Джерело                          | The Source                         |
|    |                                  |                                    |
| 63 | Облава                           | The Raid                           |
|    |                                  |                                    |
| 64 | Великий Коваль                   | The Squire Smith                   |
|    |                                  |                                    |
| 65 | Останній ривок і кінець подорожі | Final Ride at Journey's End        |
|    |                                  |                                    |

## Мультсеріал на DVD
Вся серія існує французькою мовою у вигляді двох коробочних DVD, випущених Manga Distribution. Англійською кілька збірок вийшли на відеокасетах в 1980-х.
6 грудня 2007, Shout! Factory придбали права на серію. Вони випустили диск «Jayce and the Wheeled Warriors — Volume 1» з Vivendi Entertainment 25 березня 2008. Набір з 4-х дисків містив перші 33 епізодів серіалу, а також бонуси. Друга частина вийшла у другій половині 2008 року; Однак через погані продажі «Jayce and the Wheeled Warriors — Volume 1» був скасований.
22 липня 2011 року, права на серію придали Mill Creek Entertainment і планували випустити його в повному обсязі. Згодом вони випустили «Jayce and the Wheeled Warriors — Volume 1» на DVD в Регіоні 1 21 лютого 2012. Набір з 3-х дисків містив перші 32 епізодів серіалу. Також вийшла колекція з 10-и найкращих епізодів. «Volume 2», який містив наступні 33 епізоди, вийшов 19 лютого 2013.

## Виробництво
Більшість епізодів були написані французькими письменниками Жаном Шалопеном (Jean Chalopin) і Хаскеллом Баркіном. Серед авторів з DIC також були Ларрі Ді Тілліо, Барбара Хемблі і Джозеф Майкл Стражинськи. Стражинськи написав близько чверті з епізодів, намагаючись, за його словами «розбурхати мляву концепцію і перетворити її на щось більше.» Хаїм Сабан і Шукі Леві забезпечили мультсеріал музикою, а саме опенінгом та ендингом.
У Сполученому Королівстві мультсеріал показувався в неділю вранці на Channel 4 і Sky Channel. У Франції, французькою мовою він виходив під назвою «Jayce et les Conquerants de la Lumiere» (букв. «Джейс і Підкорювачі Світла») в «Les P'tits Loups», дитячому шоу на каналі TF1, починаючи з 9 вересня 1985. Його перший показ в США відбувся сім днів по тому. Майже через десять років він був повторно показаний в США з 3 липня 1994 по 25 серпня 1995 року.
В Україні показувався у 2004 році в російському дубляжі від РенТБ.

## Фільм
Через низькі обсяги продажів іграшок, 65-й епізод мультсеріалу став останнім, так і не завершивши сюжетну лінію. За словами Стражинські, планувалося випустити анімаційний фільм до серіалу, наслідуючи Трансформерів і G.I. Joe. Стражинські написав сценарій до фільму, але через невисоку популярність іграшок підготовка фільму була відкладена на невизначений термін.
Якби фільм був знятий, він завершив би сюжет серіалу. Ліга Світла Джейса зустріла б своїх попередників і пройшла тренування на рідній планеті Хранителів. Джейс знайшов би батька, але, за словами Стражинські, Одрік повинен був загинути від руки Собоса. Монстри, почавши останній штурм, стикнулися з Джейсом у фінальній битві, де Джейс об'єднав частини кореня і знищив Собоса, відновивши мир.